# زنبور زردپا
زنبور سرخ آسیایی که به نام زنبور زردپا (Vespa velutina) نیز شناخته می‌شود، گونه ای از بومی زنبور سرخ جنوب شرق آسیا است که به عنوان یک گونه مهاجم در برخی از کشورها مورد توجه و نگران کننده است.

## ظاهر
زنبور زردپا کمی کوچکتر از زنبور سرخ اروپایی است. به‌طور معمول ملکه‌ها ۳۰ میلی‌متر (۱٫۲ اینچ) طول، و نرها در حدود ۲۴ میلی‌متر (0.95 in) و کارگران حدود ۲۰ میلی‌متر (۰٫۸۰ اینچ) هستند.

## توزیع

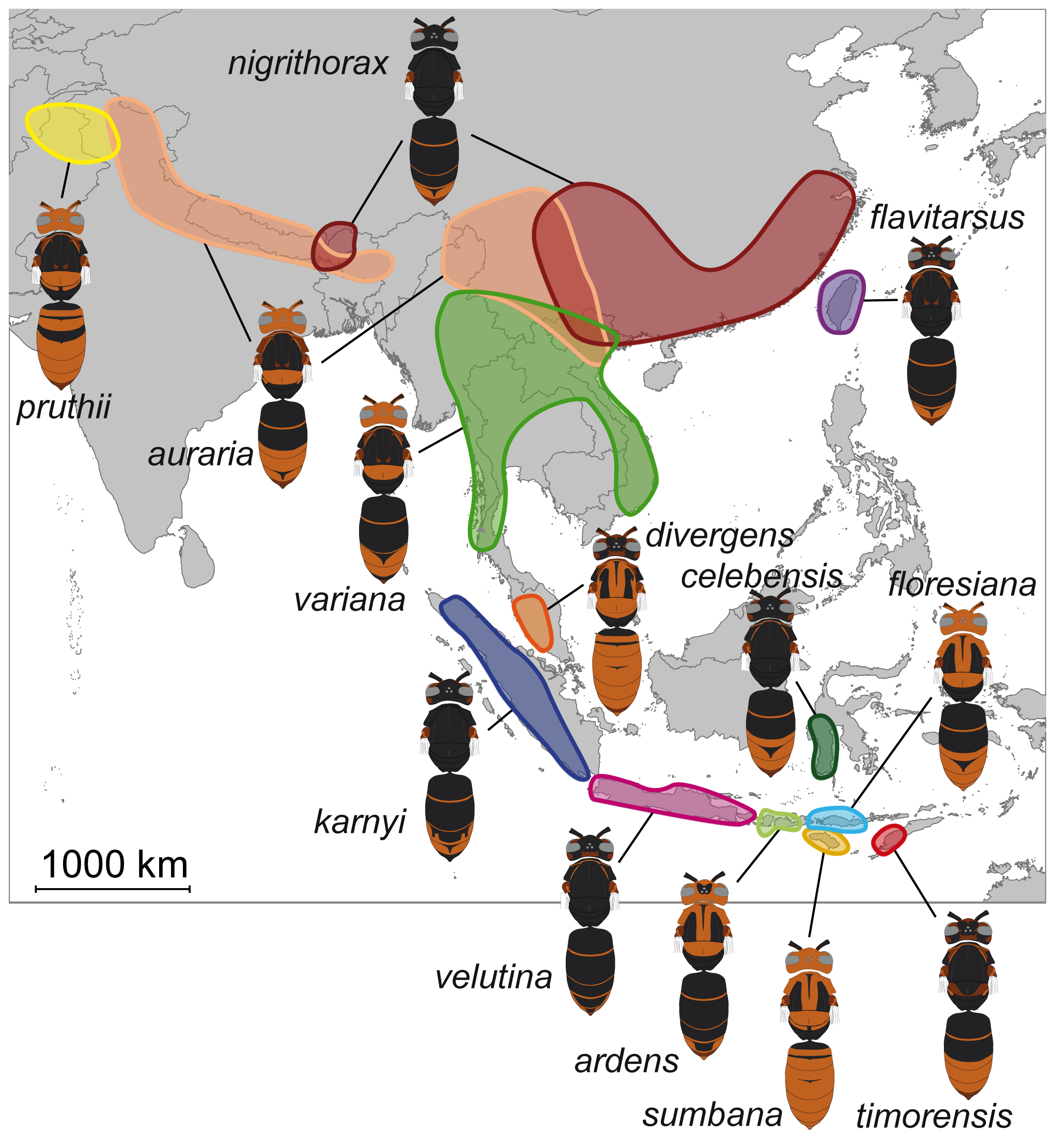
توزیع شناخته شده از اشکال مختلف رنگ زنبور زردپا در جنوب شرقی آسیا.

زنبور زردپا از جنوب شرقی آسیا، به ویژه مناطق گرمسیری، از شمال هند، پاکستان، افغانستان، بوتان، چین، تایوان، برمه، تایلند، لائوس، ویتنام، مالزی نشات می‌گیرد.

## وضعیت آفات و تهاجم
زنبور زردپا در فرانسه به گونه ای تهاجمی تبدیل شده‌است که گمان می‌رود در سال ۲۰۰۴ در جعبه‌های سفال از چین وارد شده‌است. مردم در فرانسه پس از شوک آنافیلاکسی در اثر نیش خوردگی مکرر در بیمارستان بستری شده‌اند. به دلیل اندازه بزرگتر شاخک‌ها، نیش خوردگی آنها جدی تر از زنبور است. تا سال ۲۰۰۹، چندین هزار لانه در منطقه بوردو و ادارات اطراف وجود داشته‌است، و تا پایان سال ۲۰۱۵، در بیشتر فرانسه گزارش شده‌اند.